# Почтовата
Почтовата (рос. Б. Почтовата) — балка (річка) в Україні у Нововоронцовському районі Херсонської області. Права притока річки Скотовата (басейн Дніпра).

## Опис
Довжина річки приблизно 5,31 км, найкоротша відстань між витоком і гирлом — 4,09  км, коефіцієнт звивистості річки — 1,29 . Формується декількома балками.

## Розташування
Бере початок на південно-східній стороні від села Українка. Тече переважно на північний схід і у селі Новоолександрівка впадає у річку Скотовату, праву притоку Дніпра (Каховське водосховище).

## Цікаві факти
- На західній стороні від села Новоолександрівка річку перетинає автошлях Т 0403[2] (автомобільний шлях територіального значення у Дніпропетровській та Херсонській областях. Пролягає територією Апостолівського, Нововоронцовського та Бериславського районів через Мар'янське — Нововоронцовку — Берислав. Загальна довжина — 98,8 км.)
- У XIX столітті навколо річки існувало декілька скотних дворів[1].